# Henri Pabst
Henri Pabst (* 9. Februar 2004 in Hamburg) ist ein deutscher Handballspieler.

## Karriere

### Verein
Henri Pabst lernte das Handballspielen beim TSV Ellerbek. 2018 wechselte der 1,90 m große rechte Rückraumspieler in die Jugendabteilung des deutschen Rekordmeisters THW Kiel. Mit der A-Jugend erreichte er in der Saison 2022/23 das Halbfinale.
Im Sommer 2022 unterschrieb der Linkshänder seinen ersten Profivertrag beim THW. Gleichzeitig besaß er ein Zweitspielrecht für den TSV Altenholz in der 3. Liga.
Am 25. September 2022 stand er erstmals im Aufgebot der Profi-Mannschaft in der Bundesliga, vier Tage darauf in der EHF Champions League. Seine ersten Tore für die „Zebras“ erzielte er im DHB-Pokal am 20. Oktober 2022 beim 38:23-Erfolg beim 1. VfL Potsdam. Am 15. Dezember 2022 feierte er seine Torpremiere in der Champions League bei Aalborg Håndbold. Am Saisonende feierte er mit dem THW den Gewinn der deutschen Meisterschaft 2023. In der Saison 2024/25 gewann er mit Kiel den DHB-Pokal.
Zur Saison 2025/26 wechselte er zum TuS N-Lübbecke.

### Nationalmannschaft
Mit der deutschen Jugend-Nationalmannschaft gewann Pabst die Bronzemedaille bei der U-18-Europameisterschaft 2022. Im Turnier warf er 27 Tore.